# Смотраковская
Смотраковская — деревня в Шенкурском районе Архангельской области. Входит в состав муниципального образования «Федорогорское».

## География
Деревня расположена в южной части Архангельской области, в таёжной зоне, в пределах северной части Русской равнины, в 19 километрах на север от города Шенкурска, на правом берегу реки Вага при впадении в неё притока Пинежка.
Часовой пояс
Смотраковская, как и вся Архангельская область, находится в часовой зоне МСК (московское время). Смещение применяемого времени относительно UTC составляет +3:00.

## Население
| 2002 | 2010 | 2012 |
| ---- | ---- | ---- |
| 6    | ↘0   | ↗1   |

## История
Около 1426 года новгородский посадник Василий Степанович Своеземцев построил в устье реки Пинежка укреплённое поселение «замкового характера» - Пенежский городок (городище). Позже этот памятник русского деревянного оборонного зодчества был исследован в 1959 и 1975 году О. В. Овсянниковым.
В 1450 году близ городища был построен Иоанно-Богословский монастырь с одной церковью.
В 1764 году в ходе секуляризационной реформы монастырь упразднён, храмы преобразованы в приходские Иоанно-Богословского прихода.
На месте современной деревни располагались деревни Смотраковской волости. В «Списке населенных мест Архангельской губернии к 1905 году» в составе волости указаны 16 деревень, 1 выселок и 2 мукомольные водяные мельницы. Волостное правление располагалось в деревне Смотраковская, а школа и церковь находилась в деревне Овсянниковской. В административном отношении волость входила в состав Шенкурского уезда Архангельской губернии.
В начале XX-го века в ансамбле Варлаамиева Важского монастыря находилось три храма:
- Церковь Сошествия Святого Духа - Деревянная церковь, построенная в 1782 году, разрушилась в конце 1990-х годов.
- Церковь Иоанна Богослова - Каменная церковь, построенная в 1802-1809 годах, в 1949-1950 годах была разобрана на кирпич.
- Часовня Варлаама Важского - Деревянная часовня, построенная в 1821 году и перестроенная в 1894 году. Сохранилась до настоящего времени[7].

На 1 мая 1922 года в 17 деревнях Смотроковской волости совокупно находится 284 двора, 551 мужчина и 722 женщины (всего 1273 человека). Также указано наличие в волости рыболовной озерно-промысловой избы (1919 года), расположенной в 15 верстах от волостного центра, и  солеваренного завода (1919 года), расположенного в 18 верстах от деревни Смотраковской.

## Достопримечательности
Церковь Сошествия Святого Духа  Объект культурного наследия № 2910223001  — деревянная церковь, обшитая тёсом, построенная в 1782 году взамен обветшавшей церкви 1671 года постройки. Представляет собой четверик, увенчанный высоким восьмериком с повалом, имевшим оригинальное завершение тройным грушевидным куполом важского типа, с трапезной и крыльцом на два всхода. В 1929 году была закрыта и использовалась в качестве школы. В конце 1990-х годов основной объём церкви обрушился.
Часовня Варлаама Важского  Объект культурного наследия № 2910223002  — деревянная часовня, построенная в 1821 году над захоронением Варлаама Важского и перестроенная в 1894 году. Представляет собой прямоугольную постройку, обшитую тёсом и перекрытую четырехскатной кровлей с декоративной главкой. В 1929 году была закрыта и использовалась в качестве зернохранилища.

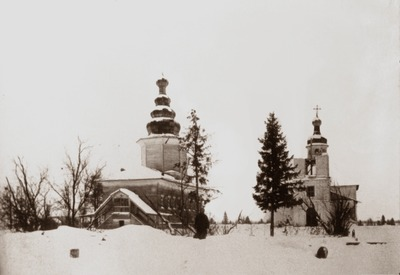
Фотография храмов в 1930-е годы
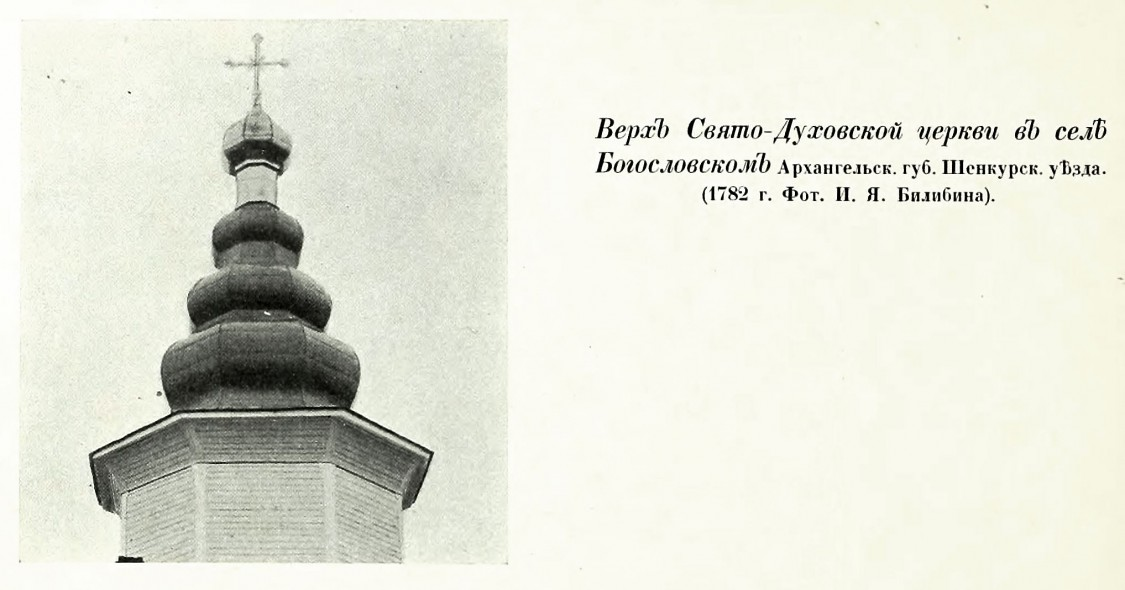
Фотография купола церкви в начале XX века
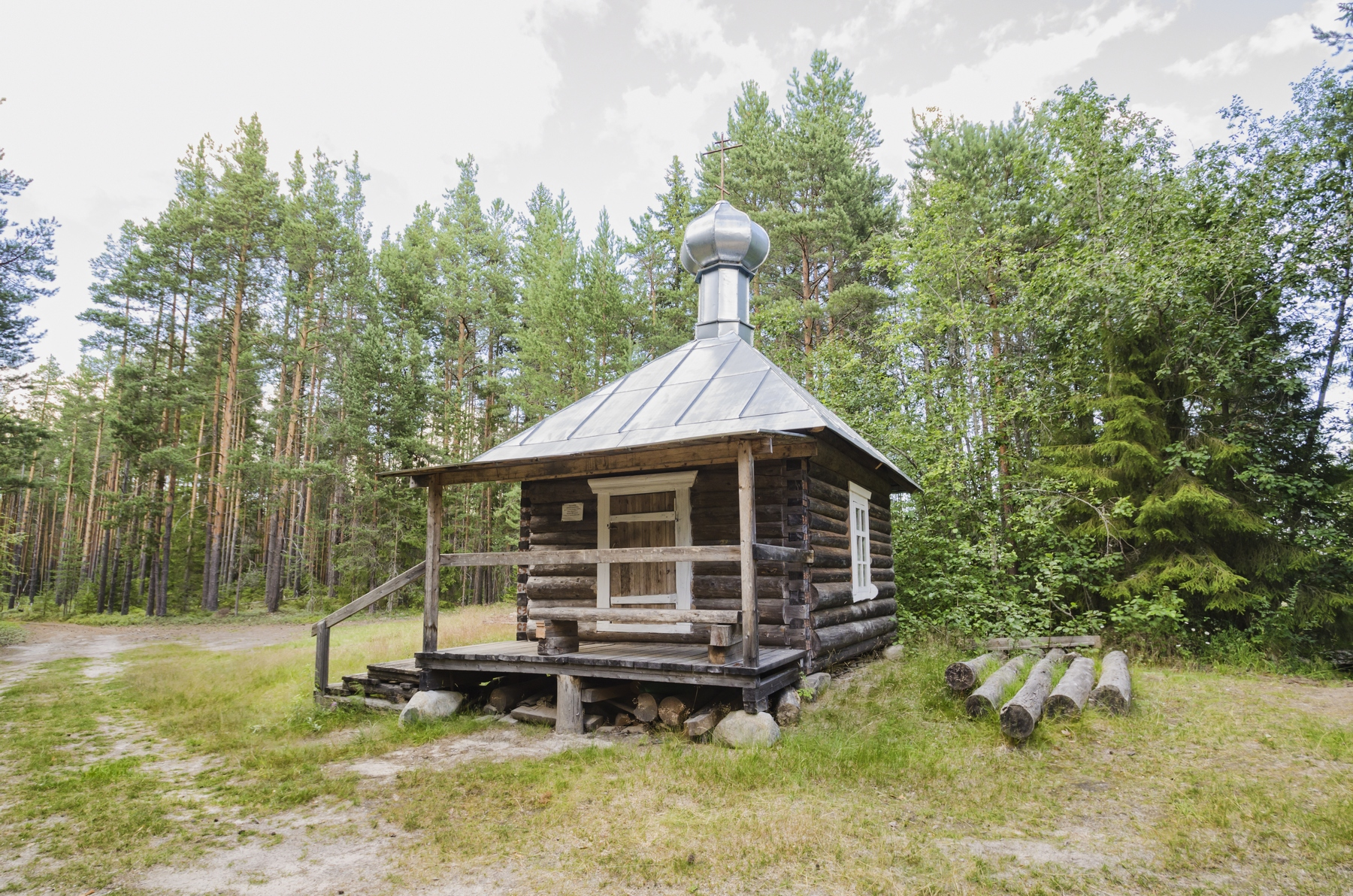
Фото часовни в 2016 году